# Educação básica
A educação básica ou ensino básico é o nível de ensino correspondente aos primeiros anos de educação escolar ou formal. Esta denominação corresponde, consoante o sistema educativo que o ministra, a um conjunto específico de anos de escolaridade, correspondendo, na generalidade dos casos, aos primeiros seis a nove anos.
De acordo com a Classificação Internacional Normalizada da Educação (ISCED), a educação básica inclui:
1. Primeiro estágio ou educação primária: correspondente à aprendizagem básica da leitura, da escrita e das operações matemáticas simples;
2. Segundo estágio ou ensino secundário inferior: correspondente à consolidação da leitura e da escrita e às aprendizagens básicas na área da língua materna, história e compreensão do meio social e natural envolvente.

Alguns sistemas educativos, em particular os de países em desenvolvimento, incluem na educação básica a educação pré-escolar e os programas de ensino de segunda oportunidade destinados à alfabetização de adultos, dando ao educando que não frequentou o ensino regular a oportunidade de concluí-lo, com objetivo de uma educação para todos e promover melhora do desenvolvimento social.
Num contexto mais genérico, "educação básica" designa o conjunto de atividades educativas, formais, não formais e informais, destinadas a satisfazer as necessidades básicas de aprendizagem, em geral correspondentes aos primeiros estágios do processo de alfabetização.

## Objetivos da educação básica
A oferta da educação básica universal é considerada como uma das principais prioridades para iniciar o processo de mudança social e de desenvolvimento sustentado dos países em vias de desenvolvimento, sendo por isso o objectivo do programa Educação para Todos (Education For All) patrocinado pela UNESCO.
Múltiplos estudos provam que a expansão da educação básica se repercute diretamente na melhoria dos padrões de saúde pública, na demografia e na economia. Outros benefícios da escolarização, embora mais difíceis de medir, são a melhoria da governança e da estabilidade política, resultando em geral, mas nem sempre, na criação de condições propícias ao desenvolvimento de democracias representativas e na melhoria acentuada do respeito pelos direitos humanos.
Os efeitos sobre a saúde pública incluem a redução da taxa de infeção pelo vírus causador da SIDA, melhoria das taxas de vacinação e ganhos acentuados na prevenção e no tratamento das doenças. Em associação com esses efeitos está em geral uma melhoria nas condições de higiene e ganhos acentuados em matéria de nutrição.
Outro efeito demonstrado, em geral associado com as mudanças demográficas induzidas, é a redução das taxas de mortalidade infantil e de morbilidade maternal. Está também demonstrado que o aumento da literacia conduz à aceleração da transição demográfica, ao aumento da esperança de vida e a um melhor uso dos mecanismos de controlo da natalidade, reduzindo as gravidezes indesejadas e a pobreza entre as crianças. Também se demonstrou o seu efeito na redução da desigualdade de género, traduzindo-se em geral em grandes ganhos em matéria dos direitos das mulheres e na sua taxa de participação no mercado de trabalho.
Do ponto de vista económico, a melhoria na literacia resulta no aumento da produtividade das sociedades, com o consequente aumento do poder de compra e na procura de serviços.
Os efeitos sobre a governança e a democraticidade das sociedades parece resultar do aumento da capacidade de compreensão dos mecanismos de resolução não violenta de conflitos, da facilitação do acesso a informação confiável e da melhoria da autoconfiança e da compreensão das diferenças entre grupos sociais.
A Convenção Internacional sobre os Direitos da Criança, aprovada no seio da UNICEF e da Assembleia Geral das Nações Unidas em 1989, estabelece a educação básica como um dos direitos inalienáveis das crianças, estabelecendo os padrões mínimos a que deve obedecer.

## Brasil
A educação escolar brasileira se divide em vários estágios escolares que compõem a educação básica: a educação infantil, ensino fundamental e ensino médio, sendo este necessário para quem deseje cursar o ensino superior. A partir da emenda constitucional nº 59 de 2009, tornou-se obrigatório o ensino dos 4 aos 17 anos de idade, estando implícita a obrigatoriedade do ensino fundamental, médio e parte da educação infantil (pré-escola) durante esse período.
No Brasil, a educação básica tem duração ideal de dezoito anos. É durante este período de vida escolar que toma-se posse dos conhecimentos mínimos necessários para uma cidadania completa. Serve também para tomada de consciência sobre o futuro profissional e área do conhecimento que melhor se adapte.
No Brasil a educação básica encontra-se dividida nas seguintes etapas:
- Educação infantil:

| Educação infantil | Idades     |
| ----------------- | ---------- |
| Creche            | 0 a 3 anos |
| Pré-escola        | 4 a 5 anos |

- Ensino fundamental:

| Ensino fundamental               | Idades  |
| -------------------------------- | ------- |
| anos iniciais - 1º ano ao 5º ano |         |
| 1º ano                           | 6 anos  |
| 2º ano                           | 7 anos  |
| 3º ano                           | 8 anos  |
| 4º ano                           | 9 anos  |
| 5º ano                           | 10 anos |
| anos finais - 6º ano ao 9º ano   |         |
| 6º ano                           | 11 anos |
| 7º ano                           | 12 anos |
| 8º ano                           | 13 anos |
| 9º ano                           | 14 anos |

- Ensino médio:

| Ensino médio | Idades  |
| ------------ | ------- |
| 1ª ano       | 15 anos |
| 2ª ano       | 16 anos |
| 3ª ano       | 17 anos |

### Transição da educação infantil para o ensino fundamental[7]
Acerca do período de transição entre a educação infantil para o ensino fundamental, a Base Nacional Comum Curricular (BNCC) prevê a necessidade de que exista um equilíbrio entre as mudanças introduzidas, garantindo integração e continuidade dos processos de aprendizagens das crianças, respeitando suas singularidades e as diferentes relações que elas estabelecem com os conhecimentos, assim como a natureza das mediações de cada etapa. Torna-se necessário, portanto, estabelecer estratégias de acolhimento e adaptação tanto para crianças quanto para os docentes, de modo que a nova etapa se construa com base no que a criança sabe e é capaz de fazer, em uma perspectiva de continuidade do seu percurso educativo. 
Para que isso ocorra, as informações contidas em relatórios, portfólios ou outros registros que evidenciem os processos vivenciados pelas crianças ao longo da trajetória escolar na educação infantil podem contribuir para a compreensão da história de vida escolar de cada aluno no ensino fundamental.

## Portugal
Em Portugal, a Lei de Bases do Sistema Educativo (LBSE) estabelece nos seus artigos 6.º a 8.º que o ensino básico é universal e gratuito, com uma duração de nove anos escolares, sendo obrigatória a frequência para as crianças entre os 6 e os 15 anos.
Constitui a primeira parte da educação escolar, à qual se seguem o ensino secundário e o superior.